# Dansen met z'n twee
Dansen met z'n twee is een single van de Nederlandse zanggroep Avanti uit 1986. 

## Achtergrond
Dansen met z'n twee is geschreven door Paul Post, Ben Findon, Steve Rodway, Ger Loogman en Charles Tucker en geproduceerd door Rosegarden. Het is een Nederlandstalige bewerking van het lied All Night Holiday van Russ Abbot uit 1985. In het nederpoplied wordt er gevraagd of iemand met de ander samen wil dansen. Het lied was de enige hit van de zanggroep. De B-kant van de single is Als ik aan jou denk, geschreven door Post en Loogman. 

## Hitnoteringen
De zanggroep had bescheiden succes met het lied in de Nederlandse hitlijsten. In de Nationale Hitparade piekte het op de 43e plaats. Het stond drie weken in deze hitlijst. Er was geen notering in de Top 40, maar er was wel de zesde plaats in de Tipparade.